# Erich Halbauer
Erich Richard Halbauer (* 22. August 1889 in Kleinkundorf; † 20. September 1979 in Jena) war ein deutscher Maler und Radierer.

## Leben
Hallbauer zog im Jahr 1911 nach Lobeda, um dort als Lehrer zu arbeiten. Insgesamt war er über 35 Jahre als Lehrer und Direktor an der örtlichen Schule tätig. Er studierte an der Kunsthochschule in Weimar das Malen und Zeichnen. Seine Motive waren meist Landschafts- oder Gebäudeansichten der Altstadt in Lobeda, vorwiegend Aquarelle. Er hinterließ bei seinem Tod im Jahr 1979 mindestens einen Sohn (Günter Erich Halbauer * 20. Mai 1920) sowie ca. 1500 Bilder. 
In der Altstadt von Lobeda ist seit 2001 der Erich-Halbauer-Weg nach ihm benannt.

## Werke (Auswahl)
- Blick auf Lobeda, Mischtechnik auf Sperrholzplatte, 67,5 × 78 cm, Kunstsammlung im Romantikerhaus, Städtische Museen Jena[4]
- Hochwasser, Radierung, 1926, Deutsche Fotothek
- Kernberger bei Jena, Radierung, 1952, Deutsche Fotothek
- Jena, Radierung, 1952, Deutsche Fotothek[5]

## Ausstellungen (Auswahl)
- 1952: Jenaer Landschaft in Malerei und Graphik aus 5 Jahrhunderten, Stadtmuseum Jena[6]
- 1953: 3. Deutsche Kunstausstellung Dresden, Albertinum